# Kerstin Scheidecker
Kerstin Scheidecker ist eine deutsche Journalistin. Sie war Chefredakteurin der Zeitschrift Öko-Test.

## Leben
Scheidecker kommt aus dem Neurieder Ortsteil Ichenheim und studierte bis 1998 Geschichte und Germanistik in Freiburg und arbeitete danach bei der Freiburger Badischen Zeitung. Sie absolvierte die Berliner Journalisten-Schule, bevor sie 2001 als Redakteurin bei dem Verbrauchermagazin Öko-Test in Frankfurt anfing. Ab 2018 war Scheidecker stellvertretende Chefredakteurin, 2021 bis 2024 war sie Chefredakteurin der Zeitschrift, 2022 bis 2024 zudem deren Geschäftsführerin. In dieser Funktion war sie regelmäßig in überregionalen Medien präsent. Seit 2024 ist sie stellvertretende Pressesprecherin im Hessischen Ministerium für Wissenschaft und Forschung, Kunst und Kultur.

### Publikationen
- Gibt’s das auch in Grün? Tricks der Industrie durchschauen, nachhaltig einkaufen (mit Katja Tölle). Frankfurt: Campus, 2024, ISBN 978-3-593-51837-4.